# Diecezja Palmira
Diecezja Palmira (łac. Dioecesis Palmiranus, hisz. Diócesis de Palmira) – rzymskokatolicka diecezja w Kolumbii. Jest sufraganią archidiecezji Cali.

## Historia
17 grudnia 1952 roku papież Jan XXIII bullą Romanorum partes erygował diecezję Palmira. Dotychczas wierni z tych terenów należeli do diecezji Cali (obecnie archidiecezja Cali) oraz archidiecezji Popayan.
29 czerwca 1966 roku diecezja utraciła część terytorium na rzecz nowo powstającej diecezji Buga.

Mapa diecezji

## Ordynariusze
- Jesús Antonio Castro Becerra (1952 - 1983)
- José Mario Escobar Serna (1983 - 2000)
- Orlando Antonio Corrales García (2001 - 2007)
- Abraham Escudero Montoya (2007 - 2009)
- Edgar de Jesús García Gil (2010 - 2024)
- Rodrigo Gallego Trujillo (2024 - nadal)

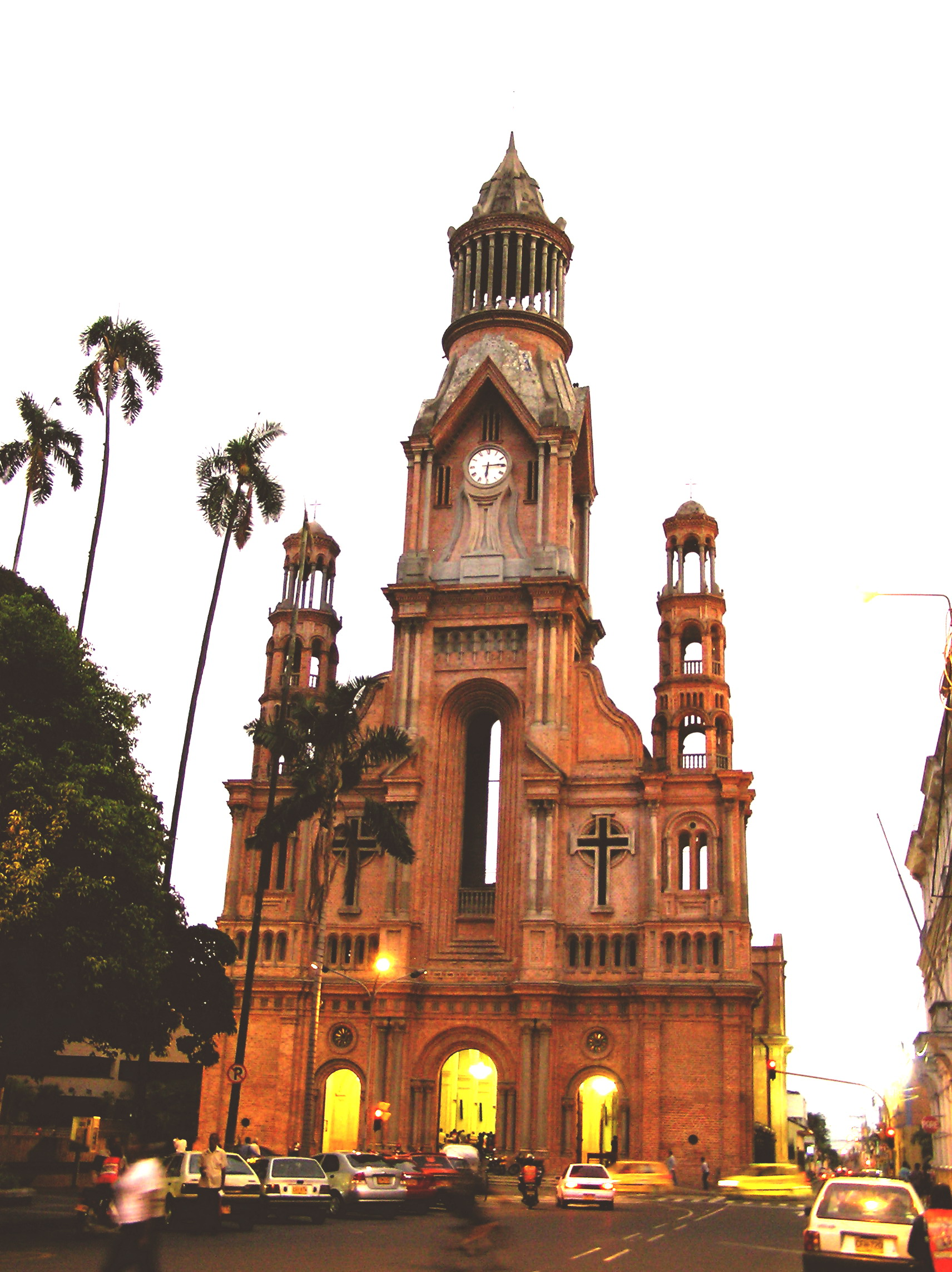
Katedra w Palmirze